# The Dramaturg
The Dramaturg je třetí epizoda druhé série televizního seriálu Smash a v celkovém pořadí osmnáctá epizoda tohoto seriálu. Scénář k dílu napsal Bryan Goluboff a režíroval ho Larry Shaw. Epizoda se poprvé vysílala ve Spojených státech dne 19. února 2013 na televizním kanálu NBC.
V epizodě se poprvé objevil Daniel Sunjata v roli dramaturga Petera Gillmana, který pomůže s přípravou Bombshell na Broadway a přitom stihne ještě zamotat hlavu Julii.

## Obsah epizody
Epizoda začíná snovou sekvencí, kde Karen (Katharine McPhee) zpívá píseň "Good For You" z připravovaného muzikálu a ve skutečnosti pouští Karen Derekovi (Jack Davenport) demo verzi této písně a snaží se ho přesvědčit, aby dal talentovaným barmanům šanci. Derek nakonec souhlasí, že se s nimi setká. Eileen (Anjelica Huston) si zavolá Toma (Christian Borle) a Julii (Debra Messing) a řekne jim, že budou muset přepracovat scénář a že jim již najala dramaturga, což oba naštve a zvláště Julii, protože se bojí, že jejich muzikál zničí a bude si připisovat jejich zásluhy. Ivy (Megan Hilty) je na konkurzu na nový muzikál Liasons, vytvořeným podle filmu Nebezpečné známosti. Ivy se původně uchází o roli ve sboru, ale po svém vystoupení zmíní, že by se ráda ucházela o hlavní ženskou roli, Cecile, o kterou je mezi herečkami velký zájem.
Veronica Moore (Jennifer Hudson) se připravuje na roli Dorotky v muzikálu The Wiz a slíbí Derekovi, že se přimluví u týmu muzikálu, aby mu dali ještě druhou šanci na post režiséra muzikálu. Julia a Tom se v restauraci setkávají s Peterem (Daniel Sunjata), dramaturgem, kterého najala Eileen a jsou z něj překvapeni, protože vypadá velice schopně a věrohodně, nicméně Julia má stále oči na pozoru a na další schůzce se naštve, když jí zkritizuje scénář a řekne, že se soustředila více na postavu Joa DiMaggia, protože v té době byla do herce, který ho hrál, zamilovaný. Julia tedy pracuje s Tomem celou noc na nové písni, kde se na radu Petera víc soustředí na vztah Marylin a Kennedyho.
Muzikál Bombshell může opět zkoušet a pro Dereka to znamená novou šanci uspět před tvůrčím týmem The Wiz, aby získal režisérskou pozici v tomto muzikálu. Ne vše se ale vyvíjí podle jeho představ - Karen se nedaří věrohodně předvést píseň. Na zkoušku se přijde podívat i Ivy (což pochopitelně znervózní Karen), která jde původně za Tomem a svěří se mu ohledně konkurzu na Liasons, přičemž je Tom nadšený a velice ji podporuje. Následně se Ivy odpoutává od Dereka a s písní "Dancing On My Own" se ve snové sekvenci symbolicky loučí s ním i s muzikálem. Večer má být schůzka Dereka s barmany, Derek ale schůzku odvolává, protože je naléhavé zkoušení muzikálu. Ivy volá Tomovi, že roli Cecile získala a řekne mu, že by se svými schopnostmi najít v lidech to nejlepší a podporovat je, mohl být klidně režisérem.
Následující den se na zkoušku přichází podívat Veronica i s jedním členem týmu muzikálu The Wiz, ale nakonec se předvádí úplně jiné číslo, než se původně plánovalo, a to píseň mezi Marylin a Kennedym s názvem "Our Little Secret", po které se spolu poprvé milují, což pochopitelně tvůrce The Wiz nepřesvědčí. Tvůrčí tým Bombshell je naopak nadšený, ale na zkoušce je vyruší Jimmy (Jeremy Jordan), který je naštvaný, že Derek schůzku zrušil a odchází ze zkušebny. Karen za ním běží a omlouvá se mu, ale on to nepřijímá. Nakonec však večer Karen a Derek přicházejí s omluvou ke Kylovi (Andy Mientus) a Jimmymu do bytu a společně začínají tvořit nový muzikál.

## Seznam písní
- "Good For You"
- "Dancing On My Own"
- "Soon As I Get Home"
- "Our Little Secret"

## Sledovanost
Epizodu sledovalo v den vysílání celkem 3,3 milionů diváků a získala rating 0,9 ve věkové skupině od osmnácti do čtyřiceti devíti let . Sledovanost této epizody klesla o 25% oproti předchozímu dílu .